# Josef Pieper
Josef Pieper, född 4 maj 1904 i Rheine, död 6 november 1997 i Münster, var en tysk katolsk filosof och författare. Pieper var professor i filosofisk antropologi vid Universität Münster. Han var en av 1900-talets ledande nythomistiska filosofer och är framförallt känd för sin bok Leisure: The Basis of Culture (tyska 1946, engelska 1952, ISBN 9781586172565).